# Historia de los judíos en Hungría
La comunidad judía tiene una larga historia en Hungría. A comienzos del siglo XX los judíos constituían el 5 % de la población total húngara, mientras que constituían el 25 % de la población de la capital del país, Budapest. La comunidad sufrió grandes calamidades durante los últimos años de la Segunda Guerra Mundial, con el exterminio de más de 600 000 judíos húngaros durante el Holocausto y la ocupación alemana del país, que contó con la asistencia de los nazis húngaros. 
A los judíos húngaros se los confunde con alemanes por sus apellidos porque en 1787 el emperador José II promulgó un decreto por medio del cual ordenó que todos los judíos del Imperio austríaco, del que Hungría formaba parte, debían elegir un apellido alemán.
En la actualidad la población judía del país oscila entre las 10 000 y 15 000 personas. Los datos del censo de Hungría de 2011 tenían 10.965 personas (0,11%) que se autoidentificaban como judíos religiosos, de los cuales 10.553 (96,2%) se declararon de etnia húngara.

## Antes de la Primera Guerra Mundial
La historia de los judíos en Hungría se remonta al menos al Reino de Hungría, con algunos registros incluso anteriores a la Conquista húngara de la cuenca de los Cárpatos en 895 CE por más de 600 años. Las fuentes escritas prueban que las comunidades judías vivían en el Reino medieval de Hungría e incluso se supone que varios sectores de las heterogéneas Tribus magiares practicaban el judaísmo. Los funcionarios judíos sirvieron al rey durante el reinado de Andrés II de Hungría a principios del siglo XIII . Desde la segunda parte del siglo XIII, la tolerancia religiosa general disminuyó y las políticas de Hungría se volvieron similares al tratamiento de la población judía en Europa Occidental.

Mapa de las expulsiones de judíos en Europa entre 1100 y 1600. Hungría expulsó a los judíos en el.

Hasta el siglo XIX, la población judía en Hungría era escasa: en 1787, apenas había ochenta y tres mil hebreos —el 1 % de la población—. Su número creció rápidamente durante el siglo por la inmigración desde Europa oriental, especialmente desde Galitzia. En 1848, había 336 000 y en 1910, 909 500 —alrededor del 5 % de la población—. El Gobierno liberal-conservador que dominó la región durante el el periodo del Compromiso austrohúngaro fomentó la inmigración para favorecer el desarrollo económico y por motivos políticos —la asimilación fue intensa y la población judía a menudo adoptó el nacionalismo magiar—.
Después del compromiso, una de las primeras reformas liberales del ministro de religión József Eötvös, fue la Ley de 1867 sobre la plena igualdad de los judíos . El XVII. Con la promulgación de la Ley de equiparación de los derechos civiles y políticos de Israel, los residentes de nacionalidad judía pasaron a ser iguales a los cristianos en el ejercicio de todos los derechos civiles y políticos. La misma ley deroga cualquier ley, reglamento o costumbre en contrario. Eötvös también estableció el Congreso israelita para que los judíos pudieran tomar el control de sus asuntos eclesiásticos y escolares.
La población judía en Hungría era fundamentalmente urbana. Ya en 1900 el 25 % de los judíos vivía en ciudades de más de 50 000 habitantes. En 1910, Budapest contaba con más de 200 000 habitantes judíos, que constituían más del 20 % de la población de la ciudad. Gran parte de la población con educación superior era judía.

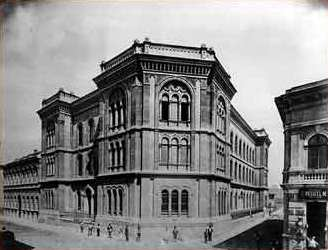
Seminario Rabínico Nacional de Hungría (1902).

La burguesía judía estaba estrechamente aliada con el régimen liberal-aristocrático que dirigía el país, tanto mediante el desarrollo de la industria, el comercio y las finanzas como en la agricultura, donde formaban el 73,2 % de los arrendatarios de grandes fincas (más de mil cuatrocientos acres) y el 62 de las intermedias (entre doscientos ochenta y mil cuatrocientos acres) en 1913. Muy numerosos entre los comerciantes, los empleados de la industria, las profesiones liberales o los bancos, controlaban la minería y la industria pesada. En 1910, uno de cada dos abogados o médicos era judío; los principales periódicos de Budapest tenían dueños judíos y el 70 % de los periodistas eran hebreos. Abundaban también entre los principales científicos, artistas o escritores. La relación de cooperación entre la aristocracia magiar y la clase alta judía —la mayoría de la comunidad era pobre— se reforzó a menudo con el ennoblecimiento de algunos de sus magnates y su progresiva asimilación de los modos de la nobleza. Los casamientos entre la antigua nobleza y la nueva nobleza judía fueron frecuentes.
En general, la población judía se agrupaba en dos comunidades rivales: los tradicionalistas ortodoxos y los más modernos neólogos.
La nobleza húngara, conservadora y paternalista hacia el campesinado —la gran mayoría de la población— y opuesta a la autonomía cultural y lingüística de las minorías, que constituían en realidad la mayoría de la población del reino, se mostró liberal hacia los judíos. Las capas altas de la comunidad judía en especial adoptaron el nacionalismo de las elites magiares. En muchas zonas, tuvieron un destacado papel en el proceso de magiarización de las minorías. El antisemitismo, rechazado por el Gobierno y los intelectuales antes de la Primera Guerra Mundial, tuvo escasa importancia.

## Entreguerras
Tras la guerra el asentamiento en las ciudades se acentuó. Más del 50 % de los 450 000 judíos húngaros vivían en Budapest y sus alrededores, el 16 % de la población de la urbe. El resto vivía sobre todo en ciudades de provincias y solo un pequeño porcentaje habitaba en pueblos o granjas.
Los judíos mantuvieron, como habían tenido antes de la guerra, un papel destacadísimo en las profesiones liberales, el comercio y las finanzas. Debido a la asociación mental entre comunismo y judíos entre muchos miembros de la clase política húngara tras la breve República Soviética Húngara, comenzó tras la restauración de la monarquía un intento de reducir la influencia de los judíos en la economía y la sociedad, aprobándose una ley de numerus clausus en 1920 (Ley XXV de 1920). En ella se prohibía que más de un 6 % de los alumnos de los centros de educación superior fuesen hebreos. Desde el aplastamiento de la república soviética por las tropas rumanas en agosto de 1919 hasta 1921 se desarrolló además una campaña de terror contrarrevolucionario que afectó muy notablemente a los judíos, identificados por los extremistas de derecha con los revolucionarios del efímero régimen de Béla Kun. En la década de 1920, debido tanto a las conversiones, la reducción del índice de natalidad y la emigración, la comunidad se redujo en unas treinta mil personas.
A mediados de los años treinta, ya bajo el gobierno del antisemita Gömbös, los judíos eran el 54,5 % de todos los médicos, el 49,2 de los abogados, el 30,4 % de los ingenieros, el 31,7 % de los columnistas de los periódicos y el 28,9 % de los músicos. El 40 % de la población dedicada al comercio o a las finanzas era judío, mientras que únicamente el 8,3 % de los empleados en la industria lo eran. La mayoría de los bancos estaban en manos de judíos, que también formaban una parte importante de los empleados de banca y gran parte de la industria estaba controlada por los bancos.
Gracias a su relevancia económica, los financieros e industriales judíos suponían un pilar fundamental para el régimen aristocrático impuesto en Hungría en el periodo de entreguerras. Muchos aristócratas disfrutaban de sinecuras en empresas controladas por magnates judíos, como fuente de prestigio para las corporaciones y de dinero para los nobles que controlaban el gobierno.
Tras la guerra, los judíos seguían constituyendo el 42 % de los arrendatarios de grandes fincas (alquiladas a sus dueños nobles), el 38,4 % de las medianas y el 13 % de las pequeñas (de 140 a 280 acres), otro vínculo más entre la clase gobernante y la comunidad judía.
Esta situación conllevó el odio de la derecha radical, que veía a los judíos como parte ajena al país que impedía prosperar a los magiares (que solo incluía a la población cristiana que no tenía un origen reciente) El elevado porcentaje de conversos al cristianismo, de judíos no practicantes y de matrimonios mixtos entre cristianos y judíos no aplacaba la ira de los partidarios de la ultraderecha. Estos defendieron durante todo el periodo la necesidad de disminuir la importancia judía en la economía.
Muchos de los simpatizantes de los grupos de ultraderecha antisemita pertenecían a la burguesía que había tenido su sustento en el funcionariado y había quedado sin trabajo al reducirse el país por el Tratado de Trianon. Viendo su futuro en la industria, el comercio o las finanzas, consideraban a sus competidores judíos como un obstáculo para su medra. La reducción del país y la escasez de minorías tras Trianon hizo que los judíos perdiesen para la oligarquía magiar su utilidad como refuerzo de la población húngara, convirtiéndose de aliados en rivales.
A pesar de la creciente hostilidad de la clase media magiar, la mayoría de la comunidad judía mantuvo su adhesión a la cultura húngara, siendo sus dos ramas principales muy hostiles al sionismo.

### Los ultraderechistas en el poder: el gobierno Gömbös
Tras la incapacidad de los gobiernos conservadores de atajar la crisis, el Regente se vio en la necesidad de entregar el gobierno en 1932 a un antiguo partidario de los extremistas, Gyula Gömbös, destacado antisemita.
Durante su gobierno, la actitud del poder hacia la comunidad judía se endureció, aunque no tanto como las declaraciones anteriores del jefe del gobierno hacían esperar.
La ley que limitaba el acceso a los judíos a la universidad, aprobada a comienzos de los años 20 por el conservador Teleki, había sido suavizada en 1928 por la presión internacional y nunca se había aplicado con rigor, gracias a las relaciones entre los aristócratas y al burguesía judía. En la época de cambio de gobierno el 14,3 % de los universitarios eran judíos. Gömbös hubo de apoyarse en las asociaciones de alumnos para presionar a los judíos ya no podía actuar contra ellos abiertamente por razones políticas y económicas. La presión tuvo su efecto y, el último año del gobierno 
Gömbös (1936) el porcentaje se había reducido a un 7,3 %.
En las áreas de finanzas, comercio e industria Gömbös aplicó una mezcla de presión y persuasión para reducir la influencia judía. El gobierno indicaba, por ejemplo, qué cantidad de empleados cristianos debían contratar ciertas empresas. En las acciones del gobierno para facilitar el trabajo a los universitarios, los graduados judíos eran ignorados.
La inmigración judía también fue dificultada.
Fuera del gobierno, los partidos radicales de derecha también eran antisemitas y fomentaban el odio a los ciudadanos judíos que, en gran parte, estaban muy asimilados en el país y eran muy nacionalistas.
La ciudadanía, sobre todo el campesinado, que formaba el grueso del país, no era antisemita. Solo las grandes campañas de propaganda antijudía de los años cuarenta modificó en parte esta actitud. El proletariado, por el contrario, era más susceptible a la propaganda, identificando a menudo a sus patronos judíos con toda la comunidad.

### La crisis
El empeoramiento de la situación de los judíos en Hungría aumentó a lo largo de la década de 1930. Esto fomentó tanto la emigración como las conversiones al cristianismo. En 1938 la proporción de ciudadanos judíos había descendido al 4,7 % (420 000 personas). Durante la década de 1930 y hasta la ocupación alemana de marzo de 1944 los gobiernos conservadores fueron aumentando el número y la dureza de las medidas contra los judíos, que sufrieron un progresivo declive de su situación económica y social y una creciente discriminación, quedando, en general, libres de la persecución física que acontecía en otros lugares de Europa. Estas medidas correspondían tanto al deseo del gobierno de menguar la presencia hebrea en la economía y la sociedad como a un intento de contentar a la oposición de ultraderecha y a los nacionalsocialistas.
A finales de los años treinta se concentran las medidas contra la población judía: la Ley XV de 1938 prohíbe que más del 20 % de los puestos en profesiones liberales sean ocupados por judíos, la Ley IV de 1939 reducía el porcentaje al 6 % y definía a un judío casi en términos "raciales"; la Ley XV de 1941 ampliaba quién podía ser considerado judío y equiparaba la legislación a las Leyes de Núremberg nazis.
A pesar del endurecimiento de las condiciones de vida, la mayoría de los judíos transilvanos, que se consideraban magiares, dieron la bienvenida a las tropas húngaras que entraron en la zona otorgada a Hungría en el Segundo arbitraje de Viena.

## La Segunda Guerra Mundial
Tres excepciones se dieron fundamentalmente a esa regla de seguridad física de los judíos en Hungría antes de la ocupación alemana, todas tras la entrada de Hungría en la guerra: los batallones de trabajo formados por judíos que, en condiciones durísimas, fueron enviados al frente junto al 2.º Ejército húngaro y las matanzas de Kamianets-Podilskyi y Novi Sad.
La situación social y económica de los hebreos, sin embargo, continuó empeorando: la Ley XIV de 1942 permitía la leva de ciudadanos judíos y su asignación a batallones de trabajo (que, en realidad, se llevaban formando desde 1940), la Ley XV expropiaba la tierra a los ciudadanos judíos.
Ese mismo año llegaron además refugiados judíos procedentes de la vecina Eslovaquia en abril, deportados por las autoridades de ese país. En septiembre, el país recuperó la Transilvania septentrional por el Segundo arbitraje de Viena. En la región habitaban unos ciento cincuenta mil judíos, de los que solo unos quince mil sobrevivieron a las deportaciones de 1944.
La entrada de Hungría en la guerra, sin embargo, llevó a un inmediato empeoramiento de la comunidad judía, marcada por la deportación de los "judíos extranjeros" en agosto de 1941 y las matanzas de enero de 1942 de serbios y judíos en Bačka.

### Los batallones de trabajo
Las condiciones de los reclutados para el servicio de trabajo adjunto a las unidades militares (en húngaro: munkaszolgálat) eran malas: con escasez de alimento y ropa, eran sometidos al maltrato y el sadismo de los superiores.
En 1941, cincuenta mil de estos reclutas fueron enviados junto con el 2.º Ejército húngaro al frente oriental, de los que tras la derrota en Vorónezh en el invierno de 1942-1943 solo quedaban seis o siete mil, la mayoría como prisioneros de los soviéticos.
Cuando comenzaron las deportaciones al campo de exterminio de Auschwitz, los miembros de los batallones de trabajo no fueron incluidos, permaneciendo acantonados con las tropas hasta la toma del poder por Ferenc Szálasi en octubre.

### La matanza de Kamenets-Podolsky
Tras la anexión de Austria por Alemania, su desmembramiento y ocupación parcial de Checoslovaquia y la partición de Polonia, gran número de refugiados habían huido a Hungría, unos 30 000-35 000 de ellos judíos.
Tras el éxito inicial de la Operación Barbarroja, Hungría obtuvo control administrativo y judicial de parte de Ucrania, lindando con el territorio magiar. Ciertos miembros antisemitas de la oficina húngara para los refugiados (KEOKH) idearon un plan para expulsar a los judíos sin nacionalidad a las zonas asignadas a Hungría en Galitzia, justificándose por la falta de empleo de los hebreos (debida a las leyes antijudías) y la oportunidad que el asentamiento en Ucrania podría darles de comenzar una nueva vida. Contaron pronto con el apoyo del delegado gubernamental en Rutenia (región de abundante población judía) y del jefe del Estado mayor, Henrik Werth, y del ministro de Defensa, que convencieron al primer ministro, Ladislao Bárdossy, y al regente Horthy para aprobar el plan. A finales de junio, el consejo de ministros aprobó "la expulsión de Rutenia de las personas de ciudadanía dudosa y su entrega a las autoridades de la Galitzia oriental".
El 12 de julio de 1941, se promulgó un decreto que hizo oficial el plan. Una directiva secreta del KEOKH aclaraba la finalidad: «la deportación de los judíos rusos y polacos recientemente infiltrados en la mayor cantidad posible y a la mayor brevedad». Los deportados solo podían llevar consigo treinta pengös, comida para tres días y los mínimos objetos personales.
Los afectados fueron llevados en vagones de carga a la ciudad fronteriza de Kőrösmező, a menudo con comida insuficiente para un viaje de uno o dos días y expulsados a Ucrania a un ritmo de unas mil personas diarias. Hacia finales de agosto, cuando se detuvo la operación, dieciocho mil personas habían quedado en manos de las autoridades militares en Ucrania. Al principio las autoridades alemanas se quejaron de la llegada de los deportados, pero los húngaros se negaron a volverlos a admitir. En una conferencia el 25 de agosto de 1941, las SS se comprometieron a «liquidar» a los judíos antes del comienzo de septiembre. Su asesinato se perpetró entre el 27 y el 28 de agosto de 1941.
Tras comunicarles que habían de ser trasladados, los judíos deportados y los locales fueron conducidos a pie por miembros de las SS, colaboracionistas ucranianos y un pelotón de zapadores húngaros a una zona llena de cráteres de bombardeos. Desnudados, fueron ametrallados y enterrados, muchos de ellos aún con vida. Hubo veintitrés mil seiscientos muertos según un informe de las SS de septiembre, entre catorce y dieciséis mil de ellos, deportados húngaros. De entre los deportados por las autoridades húngaras, sobrevivieron unas dos mil personas.
Informado el ministro de Interior Ferenc Keresztes-Fischer del destino de los expulsados por un superviviente, ordenó la inmediata detención de las deportaciones, a las que se había opuesto desde el comienzo. El ministro ordenó el instantáneo regreso de siete trenes que ya se hallaban en camino hacia la frontera.

### Las matanzas en el Délvidék
Tras la ocupación húngara del Délvidék en abril de 1941, bandas de la resistencia chetnik con base en el vecino Banato serbio —gobernado autónomamente por la población de cultura germana— comenzaron sus ataques.
Tras un registro en el pueblo de Zsablya por parte de la gendarmería que acabó con seis gendarmes muertos, el responsable local solicitó refuerzos y se acabó enviando a ejército, a petición del ministro del Interior Keresztes-Fischer, con la aprobación del Consejo de Ministros y del regente. El encargado de apoyar a la gendarmería, el general Feketehalmy-Czeydner, germanófilo y furibundo antisemita, decidió impresionar a los alemanes e italianos con el tratamiento a los partisanos.
Envió tres batallones de infantería, a los que se unieron la gendarmería local y voluntarios locales húngaros y alemanes. Aunque ya se había logrado restablecer el control de la población, el coronel al mando de las tropas indicó que se habían  producido «batallas campales» y Feketehalmy-Czeydner ordenó un escarmiento de Zsablya y las poblaciones cercanas: los pueblos quedaron cercados y la población asesinada de forma sistemática. Hubo varios millares de víctimas, algunas de ellas ahogadas en las aguas heladas del Tisza.
El 12 de enero de 1942, las autoridades magiares decidieron extender la operación de «limpieza» a Novi Sad (en húngaro: Újvidék). El día 20 Feketehalmy-Czeydner informaba a las autoridades locales de su intención de poner la ciudad bajo control militar durante 3 días para llevar a cabo la "limpieza" de la ciudad. El gobierno había dados órdenes a los militares de acabar con la guerrilla, mientras las autoridades civiles recibían el mandato de evitar matanzas.
La ciudad fue rodeada y quedó incomunicada. Entre seis y siete mil sospechosos fueron detenidos, examinados con la ayuda de la organización juvenil paramilitar local y entre quince y cincuenta de ellos fusilados tras un juicio sumario. El 22 comenzaron a tomar rehenes entre los judíos de la localidad y, utilizando como excusa un falso ataque sobre los gendarmes, Feketehalmy-Czeydner ordenó su ejecución en masa. A estos se añadieron los peatones que se cruzaron con las tropas en las calles. Hubo varios cientos de víctimas. El prefecto de la ciudad logró contactar con Budapest el propio día 23, que ordenó el cese inmediato de las ejecuciones.
Hubo además matanzas en otras localidades, que solo se detuvieron el 30 de enero de 1942. En total, habían sido asesinadas 3309 personas, incluyendo 141 niños y 299 ancianos. De ellos, unos 2550 eran serbios y el resto, judíos.
El Gobierno y el regente aceptaron los informes de Feketehalmy-Czeydner sobre su actuación, respaldándola frente a los testimonios de los civiles que habían presenciado las matanzas. Una comisión de investigación enviada por el Gobierno y encabezada por un afiliado en secreto del Partido de la Cruz Flechada dictaminó que las víctimas era partisanos.
Tras el cambio de gobierno de marzo de 1942, el nuevo primer ministro Miklós Kállay ordenó una nueva investigación, que se saldó con el traslado de doscientos cincuenta gendarmes de la zona. Tras la derrota húngara en la batalla de Vorónezh a mediados de enero de 1943 y ante la necesidad de mejorar la imagen del país ante un posible abandono del bando alemán, Kállay ordenó una tercera investigación, esta vez a cargo de civiles, que llevó a juicio a quince responsables militares y de la gendarmería en diciembre de 1943. Condenados la mayoría a varios lustros de prisión, los cuatro principales acusados quedaron libres bajo palabra y huyeron a territorio alemán. Tras la ocupación alemana de Hungría en marzo de 1944 todos regresaron al país, fueron absueltos por un tribunal militar y volvieron a sus puestos. Tras la guerra fueron de nuevo juzgados y condenados por tribunales húngaros y más tarde entregados a las autoridades yugoslavas. Estas los condenaron a muerte y los ejecutaron.

### La invasión alemana y las matanzas

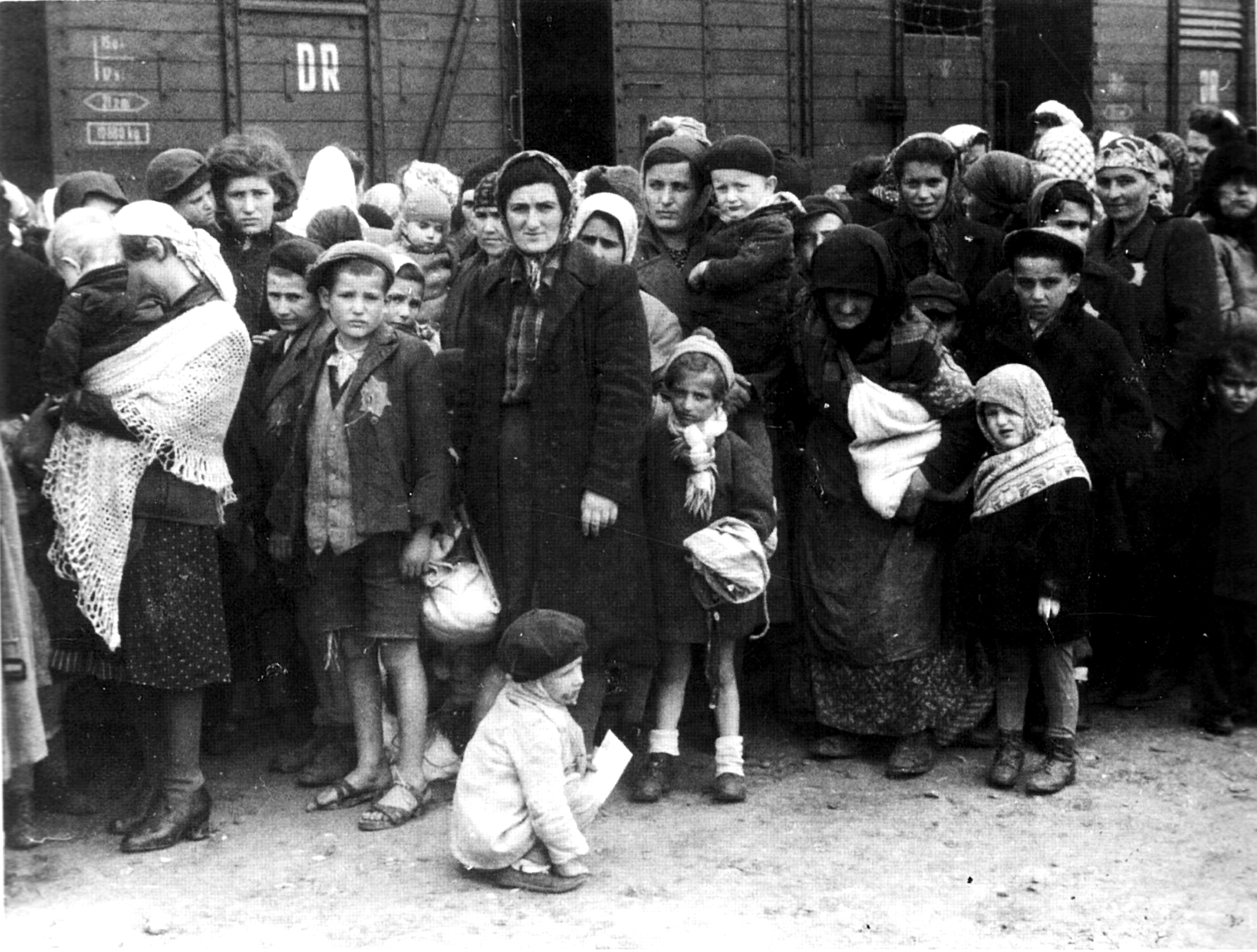
Judíos húngaros a su llegada al campo de exterminio de Auschwitz en el verano de 1944.

Al acercarse el frente a la frontera húngara a comienzos de 1944 y ante la desconfianza de Hitler por dirigentes húngaros, los alemanes pusieron en marcha el plan de ocupación del país que se había preparado desde el otoño anterior tras el cambio de bando de Italia.
En marzo los alemanes ocuparon Hungría sin encontrar oposición. A partir del 19 de marzo de 1944, Adolf Eichmann, como jefe de la Unidad de Acción Especial asignada a Hungría, comienza las deportaciones que, hasta el 24 de diciembre de 1944, trasladan a quinientos cincuenta mil judíos a los campos de exterminio. Desde abril se obliga a los judíos a llevar un distintivo (una estrella de David amarilla) y se los traslada a guetos, separados del resto de la población. Ese mismo mes comienzan las deportaciones, a la vez que a los dirigentes de la comunidad se les miente sobre el destino de los transportados. Hacia mediados de junio cuatro trenes diarios partían hacia los campos de exterminio.
Las deportaciones se llevan a cabo con el apoyo del nuevo gobierno húngaro de Döme Sztójay y la participación entusiasta de la administración magiar. Eichmann contaba únicamente con doscientos hombres y su papel fue el de planificar y asesorar a las autoridades sobre las medidas contra los judíos. Hasta la detención temporal de las deportaciones en el verano, 434 351 judíos fueron enviados al exterminio. A finales de junio y comienzos de julio las deportaciones cesaron por orden del regente Horthy. Entre ciento cincuenta y ciento sesenta mil judíos seguían con vida en la capital y otros tantos se encontraban sirviendo en los batallones de trabajo.
Los alemanes, sin embargo, estaban en aquellos momentos más interesados en lograr mano de obra para mantener el frente ante el avance soviético que en la aniquilación definitiva de los judíos húngaros. Al realizarse la invasión no existía un plan claro y los alemanes deseaban sobre todo lograr cien mil trabajadores para las fábricas de aviones más que en el exterminio y, si el Gobierno húngaro hubiese entregado a los trabajadores negándose a deportar al resto de la población, los alemanes hubiesen aceptado, al menos temporalmente.
El 26 de junio de 1944, el regente comunica al primer ministro Döme Sztójay su deseo de destituir a los dos secretarios de estado directamente responsables de las deportaciones en cooperación con los alemanes y de proteger a ciertas categorías de personas (profesionales irreemplazables, conversos al cristianismo...) pero no ordena tajantemente el cese de las expulsiones. Para entonces la presión sobre Horthy de los diplomáticos extranjeros y de la iglesia católica es enorme (advertencias del presidente estadounidense Roosevelt, carta del papa Pío XII, ruego del rey sueco...).
Tras la toma del poder del Partido de la Cruz Flechada en octubre, se retomaron de inmediato las expulsiones a los campos de exterminio. Se estableció un gueto en Budapest en diciembre de 1944. A finales de año, tuvieron lugar las matanzas en las orillas del Danubio, poco antes del final del régimen de Szálasi el 18 de enero de 1945.

## Gobierno comunista
Al final de la Segunda Guerra Mundial, solo quedaban 140.000 judíos en Hungría, frente a los 750.000 de 1941. La difícil situación económica, junto con la persistente actitud antisemita de la población, provocó una ola de migración. Entre 1945 y 1949, entre 40 000 y 50 000 judíos se fueron de Hungría a Israel (30 000 a 35 000) y países occidentales (15 000 a 20 000). Entre 1948 y 1951, 14.301 judíos húngaros emigraron a Israel y, después de 1951, las visas de salida se volvieron cada vez más caras y restrictivas. Las personas de origen judío dominaron el régimen comunista de la posguerra hasta 1952-1953, cuando muchos fueron eliminados en una serie de purgas. Durante sus primeros años, los principales miembros del régimen y la policía secreta eran casi en su totalidad judíos, aunque naturalmente antirreligiosos. Líderes como Mátyás Rákosi, Ernő Gerő y Peter Gabor repudiaron el judaísmo y eran ateos estrictos según la doctrina comunista. De hecho, bajo el régimen comunista de 1948 a 1988, se proscribió el sionismo y se restringió la observancia judía. Además, los miembros de la clase alta, tanto judíos como cristianos, fueron expulsados de las ciudades a las provincias durante 6 a 12 meses a principios de la década de 1950.
Los judíos estaban en ambos lados del levantamiento de 1956. Algunos líderes rebeldes armados como István Angyal, un sobreviviente de Auschwitz ejecutado el 1 de diciembre de 1958, eran judíos. Escritores e intelectuales judíos como Tibor Déry, encarcelado entre 1957 y 1961, ocuparon la vanguardia del movimiento de reforma. Después de la revolución húngara de 1956, unos 20.000 judíos huyeron del país. Alrededor de 9000 fueron a Israel mientras que otros se establecieron en los Estados Unidos, Canadá, Australia, Europa Occidental y América Latina. Se estima que el 20% de los refugiados húngaros que ingresaron a Canadá en 1957 eran judíos. La población judía húngara disminuyó debido tanto a la emigración como a los altos niveles de asimilación y matrimonios mixtos y las bajas tasas de natalidad. Los judíos con las identidades judías más fuertes fueron típicamente los que emigraron. En 1967, solo entre 80 000 y 90 000 judíos (incluidos los judíos no religiosos) permanecían en el país, y el número disminuyó aún más antes de que el régimen comunista del país colapsara en 1989.
Bajo el régimen comunista más moderado de János Kádár (que gobernó entre 1957 y 1988), la intelectualidad judía de izquierda siguió siendo una parte importante y vocal del arte y las ciencias húngaras. Las relaciones diplomáticas con Israel se cortaron en 1967 después de la Guerra de los Seis Días , pero no fueron seguidas por campañas antisemitas como en Polonia o la Unión Soviética.

## Desde la década de 1990
A pesar del declive de la población judía, en 2010 Hungría tenía la población judía más grande de Europa del Este fuera de la antigua Unión Soviética. 
Después de la caída del comunismo, Hungría tuvo dos primeros ministros de origen judío, József Antall (1990–1993) y Gyula Horn (1994–1998) 
En abril de 1997, el parlamento húngaro aprobó una ley de compensación judía que devuelve la propiedad robada a las víctimas judías durante las eras nazi y comunista. Bajo esta ley, la propiedad y el pago monetario fueron devueltos a la fundación del patrimonio público judío y a las víctimas judías del Holocausto.
Las estimaciones de la población judía de Hungría en 2010 oscilan entre 54.000 y más de 130.000 concentrada principalmente en Budapest. Los datos del censo de Hungría de 2011 tenían 10.965 personas (0,11%) que se autoidentificaban como judíos religiosos, de los cuales 10.553 (96,2%) se declararon de etnia húngara.
Hay muchas sinagogas activas en Hungría, incluida la Sinagoga de la Calle Dohány, la sinagoga más grande de Europa y la segunda sinagoga más grande del mundo después del Templo Emanu-El en la ciudad de Nueva York.